# Estadio José Encarnación Romero
Das Estadio José Encarnación Romero (vollständiger Name: Estadio José Encarnación "Pachencho" Romero) ist ein Fußballstadion in der venezolanischen Stadt Maracaibo, Hauptstadt des Bundesstaates Zulia. Die Anlage gilt als eines der besten Fußballstadien des Landes. Es hat eine Kapazität von 42.000 Zuschauern. Das Estadio José Encarnación Romero wurde 1971 gebaut und 1998 sowie 2007 renoviert. Der Fußballverein UA Maracaibo trug dort seine Heimspiele aus, allerdings wurde der Verein 2011 aufgelöst. Heute ist Deportivo Rayo Zuliano im Stadion beheimatet. Außerdem fanden einige Spiele der Copa América 2007 dort statt, unter anderem das Endspiel.